# Achille Tartaro
Achille Tartaro (Napoli, 18 febbraio 1936 – Roma, 3 novembre 2008) è stato un critico letterario italiano. Si è dedicato principalmente allo studio della letteratura italiana del Trecento, di Dante Alighieri e di Giacomo Leopardi.

## Biografia
Fu allievo di Natalino Sapegno. Ha insegnato letteratura italiana negli atenei di Salerno e di L'Aquila. Ha tenuto corsi e seminari in numerose facoltà italiane e straniere. È stato titolare della cattedra di Letteratura italiana all'Università La Sapienza di Roma, ricoprendo anche la carica di Preside della Facoltà di Lettere e Filosofia e tenendo l'insegnamento di Filologia e critica dantesca. Ha insegnato Letteratura europea all'Università degli studi Suor Orsola Benincasa di Napoli.
Consigliere della Casa di Dante e collaboratore dell'Istituto dell'Enciclopedia Italiana. Membro della Giunta Nazionale per le celebrazioni del secondo centenario della nascita di Leopardi, ha collaborato a molte iniziative del CNSL, in Italia e all'estero.
Dal 1992 al 1996 è stato presidente della Fondazione Natalino Sapegno.
Ha fatto parte del comitato scientifico della Sezione di studi danteschi "Bruno Nardi" dell'Istituto Storico Italiano per il Medioevo.
Ha curato per molti anni la sezione bibliografica relativa al Trecento de La Rassegna della letteratura italiana.
È stato membro del comitato d'onore de L'Alighieri. Rassegna dantesca; del consiglio direttivo di Esperienze Letterarie, rivista trimestrale di critica e cultura; del comitato scientifico de La Cultura e de L'Ellisse. Studi storici di letteratura italiana.

## Opere (parziale)
- Introduzione ai Canti di Giacomo Leopardi, Liguori, 1969
- Forme poetiche del Trecento, Laterza, 1971
- Il primo Quattrocento toscano, Laterza, 1971
- I problemi del racconto, Liguori, 1971
- Il Quattrocento. L'età dell'Umanesimo, in collaborazione con F. Tateo, in Letteratura Italiana. Storia e testi, vol. 3, t. 1, Laterza, 1971-1972
- La letteratura civile e religiosa del Trecento, Laterza, 1972
- Il manifesto di Guittone e altri studi fra Due e Quattrocento, Bulzoni, 1974
- Origini e Duecento, in Letteratura Italiana Calderini, vol. 1, Calderini, 1975
- Trecento, in Letteratura Italiana Calderini, vol. 2, Calderini, 1975
- Giambattista Salinari, Dante e altri saggi, a cura di A. Tartaro, Editori Riuniti, 1975
- Leopardi, Bari, Laterza, 1978
- Letture dantesche, Bulzoni, 1980
- Boccaccio, Palumbo, 1981
- Giacomo Leopardi, Canti, a cura di A. Tartaro, Laterza, 1984
- Lettere a Sapegno, in Letteratura e critica. Esperienze e forme del '900. Atti del Convegno in onore di Natalino Sapegno (Saint Vincent-Aosta, 30 settembre-3 ottobre 1991), a cura di A. Tartaro, B. Germano, M. Ricciardi, La nuova Italia, 1993
- La narrativa italiana dalle origini ai giorni nostri, in collaborazione con P. De Meijer e A. Asor Rosa, Einaudi, 1997
- Torquato Tasso, a cura di A. Tartaro, Istituto Poligrafico e Zecca dello Stato, 1998
- Ha curato la voce Dante Alighieri nella collana Storia Generale della Letteratura Italiana, a cura di Nino Borsellino e Walter Pedullà, Federico Motta Editore S.p.a. Milano per L'Espresso Grandi Opere, 2004
- Cielo e terra. Saggi danteschi, Studium, 2008